# Bullacris serrata
Bullacris serrata är en insektsart som först beskrevs av Carl Peter Thunberg 1810.  Bullacris serrata ingår i släktet Bullacris och familjen Pneumoridae. Inga underarter finns listade i Catalogue of Life.